# ミラノ市電4800形電車
ミラノ市電4800形電車（ミラノしでん4800がたでんしゃ）、通称「ジャンボトラム（Jumbotram）」は、かつてイタリア・ミラノの路面電車]（ミラノ市電）で使用されていた車両。既存の車両の車体や機器を流用した輸送力が高い3車体連接車で、2010年まで営業運転に用いられた。

## 概要
1960年代、地下鉄（ミラノ地下鉄）網の拡張によりミラノ市電の路線は縮小していたが、郊外へ向かう路線については郊外人口の増加に伴い輸送力の増強が求められるようになっていた。そこで1971年、余剰となっていたボギー車の5300形のうち2両と5400形のうち1両の車体や機器を用いた片運転台の3車体連接車（4801）の製造が実施され、同年から1973年の間、混雑が課題となっていた15号線での使用が実施された。そして、その実績が良好だった事を受け、同年から1977年にかけて、43両（4802 - 4844）の量産が行われた。この量産にあたっては5300形および5200形のうち大半の車両が改造元として用いられ、切断された車体が4800形の前後車体に用いられた一方、中間車体については新造したものが用いられた。
大容量の長い車体から「ジャンボトラム（Jumbotram）」という名称で呼ばれたこれらの車両はミラノ市電における混雑系統に重点的に用いられた。その後、1995年から機器や内装の更新、前照灯や尾灯の交換と言った改造を受けて近代化が実施されたが、全車には適応されず、対象から外れた12両については2001年に廃車された。

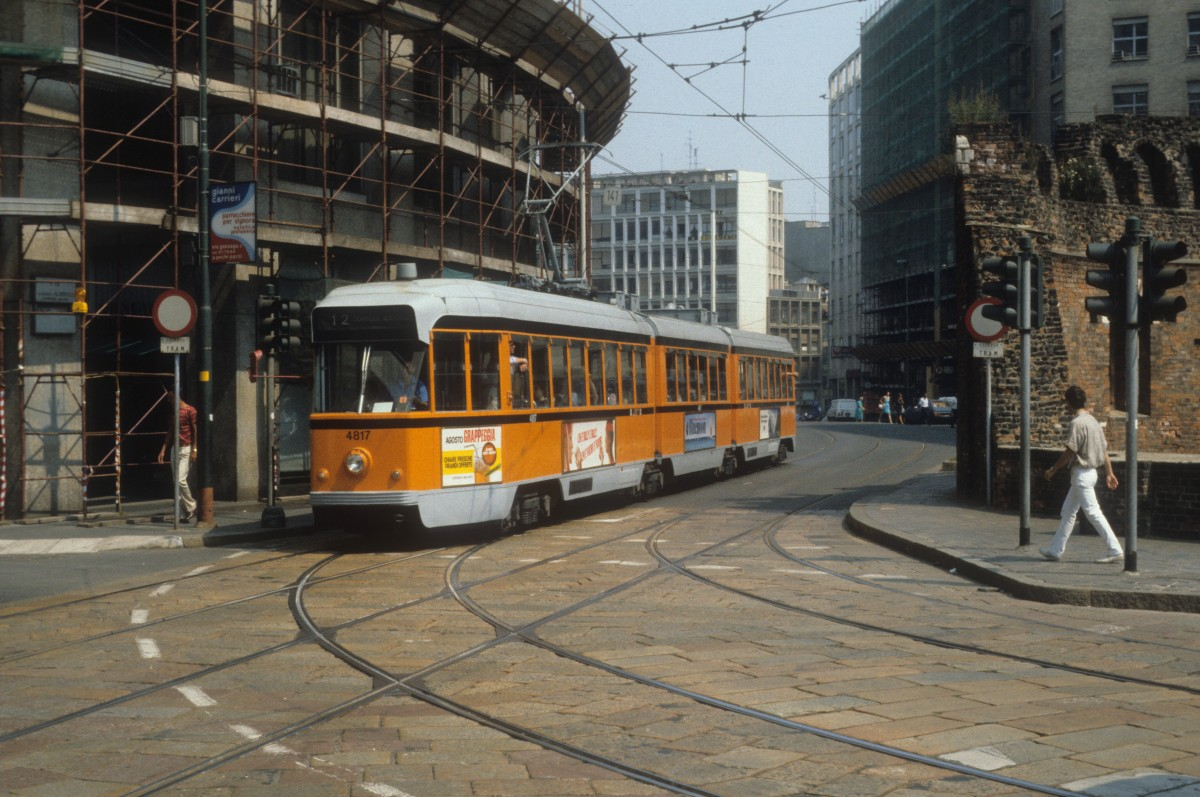
登場時の4800形（4817）（1984年撮影）
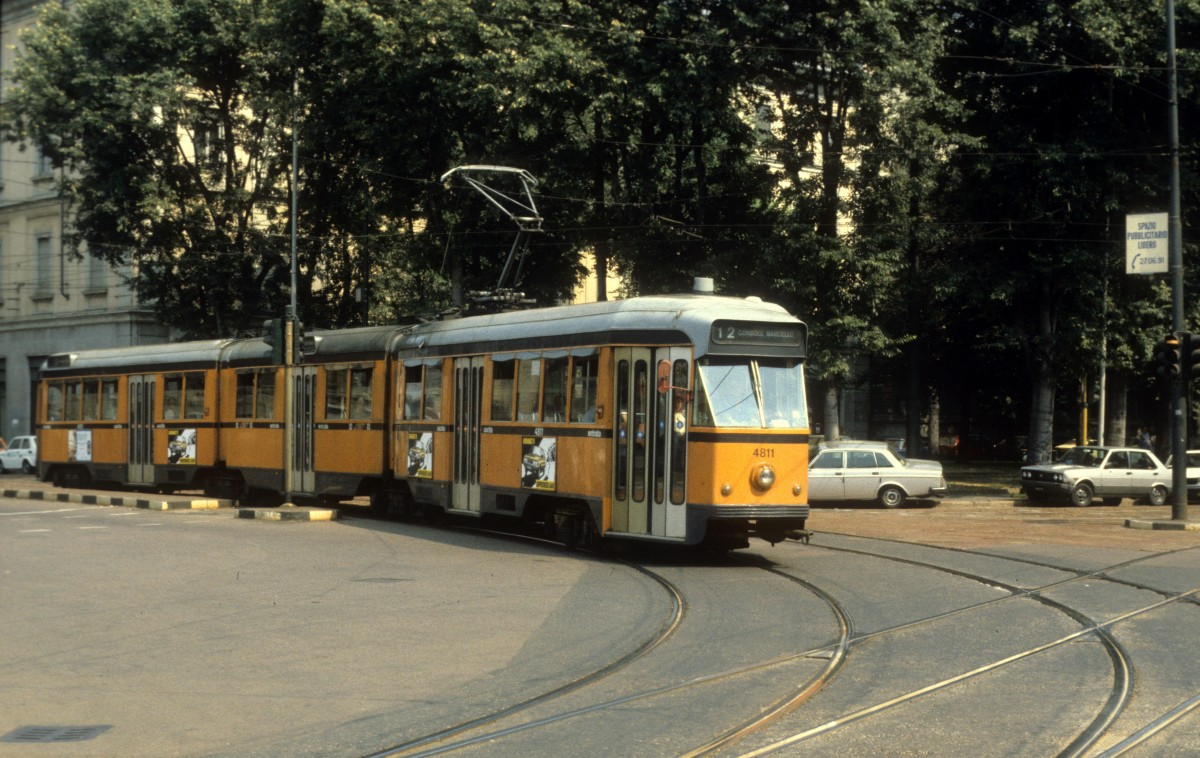
登場時の4800形（4811）（1984年撮影）
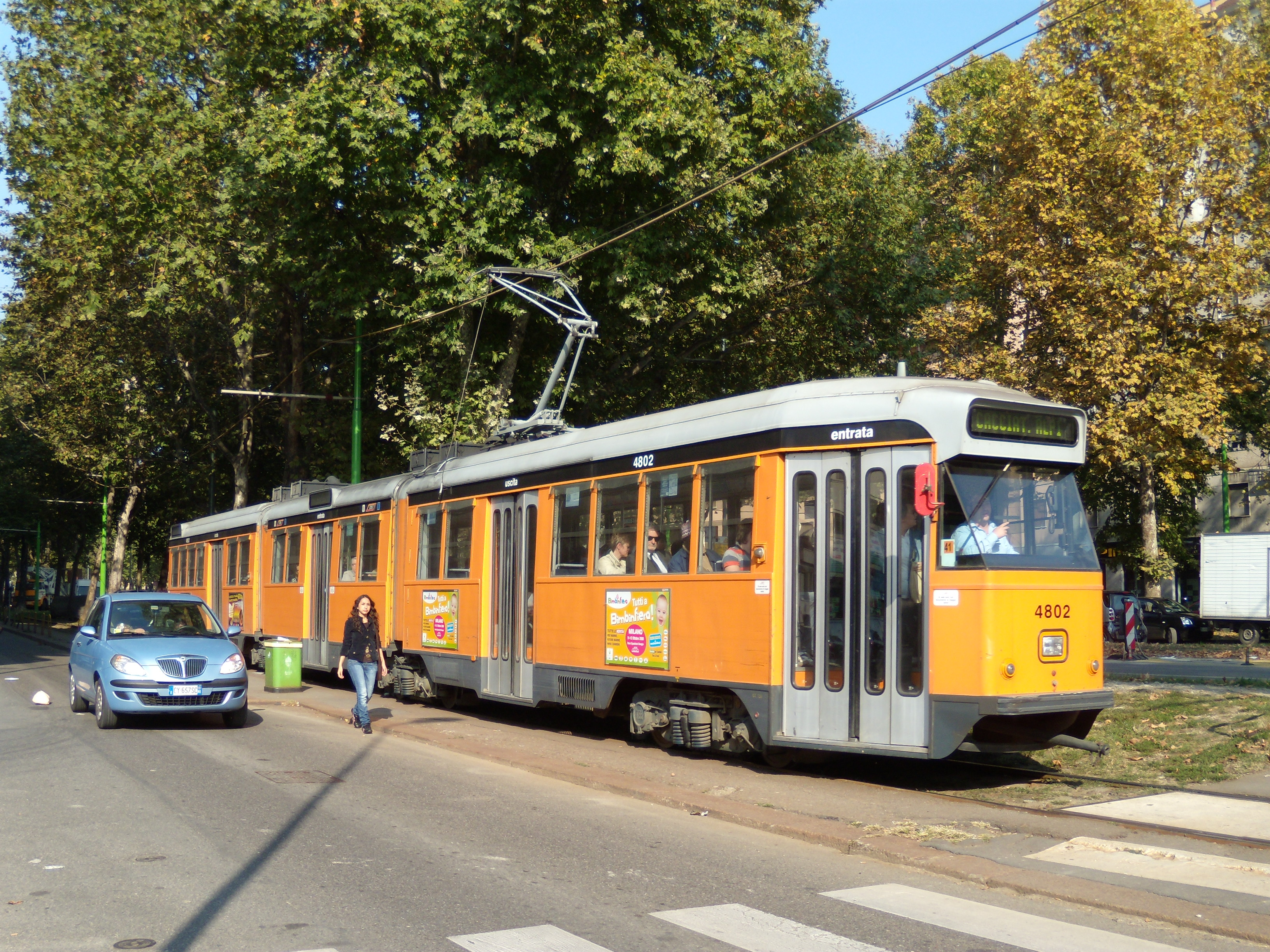
更新工事が実施された4800形（4802）（2008年撮影）

以降もミラノ市電で使用された4800形であったが、後継となる超低床電車の導入に伴い廃車が進み、最後の車両は2010年12月をもって営業運転を終了した。以降、1両（4825）がメッシーナ地区にあるミラノ市電の車庫に保管されている。